# Herb Sofii

Herb Sofii

Herb Sofii składa się z tarczy pięciopolowej. Na tarczy sercowej wspięty lew z herbu państwowego Bułgarii. W polu pierwszym czerwonym personifikacja Serdiki (starożytna nazwa Sofii). W polu drugim złotym bazylika św. Zofii z VI w. n.e. (Mądrości Bożej, która dała obecną nazwę miastu). Pole trzecie to góra Witosza, u podnóża której znajduje się miasto. W polu czwartym rotunda z rzeźbą św. Jerzego (według innej wersji statua Apollo Medicusa).
Na tarczy korona murowa z trzema basztami. Pod tarczą wstęga łącząca dwie gałązki wawrzynu z dewizą "Расте, но не старее" ("Stale rosnąca, nigdy nie upadająca", dokładnie: "Rośnie, ale się nie starzeje"), dodaną do herbu w 1911 roku.
Herb przyjęty został w 1900 roku. Modyfikowany był w latach 1911, 1928, 1974. W obecnej wersji przyjęty został 17 września 1991 roku.